# Radiigera
Radiigera is een geslacht van schimmels behorend tot de familie Geastraceae. De typesoort is Radiigera fuscogleba.

## Soorten
Volgens Index Fungorum telt het geslacht drie soorten (peildatum oktober 2021):
| Soortnaam            | Auteur(s)           | Publicatiejaar |
| -------------------- | ------------------- | -------------- |
| Radiigera asperata   | D.A. Reid           | 1986           |
| Radiigera cinnamomea | Zeller              | 1948           |
| Radiigera tropica    | Orihara & T. Kasuya | 2008           |